# Commicarpus decipiens
Commicarpus decipiens är en underblomsväxtart som beskrevs av Robert Desmond Meikle. Commicarpus decipiens ingår i släktet Commicarpus, och familjen underblomsväxter. Inga underarter finns listade i Catalogue of Life.